# Louise Dittmar
Pour les articles homonymes, voir Dittmar.
Johanna Friederieke Louise Dittmar, née le 7 septembre 1807 à Darmstadt et morte le 11 juillet 1884 à Bessungen est une militante féministe allemande du droits des femmes, une socialiste utopique, une journaliste et une philosophe autodidacte, de la période du Vormärz, qui a toujours défendu dans ses livres l'égalité des sexes.

## Biographie

### Famille
Louise Dittmar est la huitième d'une famille de 10 enfants, dont les frères Émile et Gustave deviendront Ministre de la justice et député du Grand-Duché de Hesse respectivement. Elle est aussi cousine par son grand-père maternel Ernst Friedrich Hegar du gynécologue Alfred Hegar.

### Éveil politique
Son père, fonctionnaire, n'ayant pas assez d'argent pour la doter, elle reste célibataire. Elle défend des idées démocratiques avec quatre de ses frères lors de l'engagement politique d'un de ses frères contre le gouvernement, l'autre moitié de la famille se rangeant du côté des loyalistes.
Elle a écrit de nombreux livres, dont le plus connu est peut-être son travail critique de théologie sur l'œuvre de Lessing et Feuerbach. 

## Œuvres
- (de)Skizzen und Briefe aus der Gegenwart. C. W. Leske, Darmstadt, 1845 (en ligne)
- (de)Der Mensch und sein Gott in und außer dem Christenthum. Von einem Weltlichen. G. André, Offenbach am Main, 1846 (en ligne)
- (de)Lessing und Feuerbach, oder Auswahl aus G. E. Lessing's theologischen Schriften nebst Original-Beiträgen und Belegstellen aus L. Feuerbach's Wesen des Christenthums. Gustav André, Offenbach am Main, 1847 (en ligne)
- (de)Vier Zeitfragen: Beantwortet in einer Versammlung des Mannheimer Montag-Vereins. Offenbach am Main, 1847 (en ligne)
- (de)Zur Charakterisirung der nordischen Mythologie im Verhältniß zu anderen Naturreligionen. Eine Skizze. C. W. Leske, Darmstadt, 1848 (en ligne)
- (de) Brutus-Michel. 2. verm. Aufl. C. W. Leske, Darmstadt, 1848 (en ligne)
- (de) Wühlerische Gedichte eines Wahrhaftigen. J. Bensheimer, Mannheim, 1848 (en ligne)
- (de) Das Wesen der Ehe. Otto Wigand, Leipzig, 1849 (en ligne)
- (de) Bekannte Geheimnisse. C. W. Leske, Darmstadt, 1845 (en ligne)